# Kokwok
La rivière Kokwok est un cours d'eau d'Alaska, aux États-Unis situé dans la région de recensement de Dillingham. C'est un affluent du fleuve Nushagak.

## Description
Longue de 36 milles (58 km), elle prend sa source dans le lac Okstutuk et coule en direction du sud-est pour rejoindre le fleuve Nushagak à 36 milles (58 km) au nord-est de Dillingham.
Son nom eskimo était Kokuak, il a été référencé par Ivan Petroff en 1880. Son écriture actuelle date de 1931.

## Sources
- (en) « Kokwok », Geographic Names Information System